# Kalikkaluodot
Kalikkaluodot är en ö i Finland. Den ligger i sjön Enonvesi och i kommunen Nyslott i  landskapet Södra Savolax, i den sydöstra delen av landet, 290 km nordost om huvudstaden Helsingfors. Öns area är 2,8 hektar och dess största längd är 360 meter i sydöst-nordvästlig riktning.  Notera att namnet antyder att det är fråga om flera öar.